# The Slipper and the Rose: The Story of Cinderella
Pour plus de détails, voir Fiche technique et Distribution.
The Slipper and the Rose: The Story of Cinderella est un film britannique musical et de fantasy réalisé par Bryan Forbes, sorti en 1976.
Le film est une adaptation du conte traditionnel de Cendrillon.

## Fiche technique
- Titre original : The Slipper and the Rose: The Story of Cinderella
- Réalisation : Bryan Forbes
- Scénario : Robert B. Sherman, Richard M. Sherman, Bryan Forbes d'après Charles Perrault
- Production : David Frost, Stuart Lyons
- Musique : Angela Morley, Robert B. Sherman, Richard M. Sherman
- Photographie : Tony Imi
- Montage : Timothy Gee
- Direction artistique : Ray Simm
- Costumes : Julie Harris
- Chef-décorateur : Bert Davey
- Pays d'origine : Royaume-Uni
- Langue : anglais
- Genre : musical/fantasy
- Durée : 143 minutes
- Dates de sortie : 
  - 11 avril 1976  Royaume-Uni
  - 4 novembre 1976  États-Unis

## Distribution
- Gemma Craven : Cendrillon
- Richard Chamberlain : le Prince Édouard
- Margaret Lockwood : la belle-mère
- Michael Hordern : le Roi
- Lally Bowers : la Reine
- Edith Evans : la Reine douairière
- Annette Crosbie : la marraine-fée
- Kenneth More : le Lord Chambellan
- Christopher Gable : Jean
- Julian Orchard : le Duc de Montaigu
- Rosalind Ayres : Anastasie
- Sherrie Hewson : Javotte
- Norman Bird : le propriétaire d'une boutique de vêtements
- Geoffrey Bayldon : l'archevêque

## Distinctions
- Evening Standard British Film Awards de la meilleure actrice (Annette Crosbie)
- 2 nominations aux Oscars 1978 (meilleure chanson (Robert B. Sherman, Richard M. Sherman) et meilleure musique (Angela Morley, Robert B. Sherman, Richard M. Sherman))
- 1 nomination pour le Saturn Award du meilleur film fantastique 1978
- 5 nominations aux BAFTA 1978 (meilleure musique (Robert B. Sherman, Richard M. Sherman), meilleurs costumes (Julie Harris), meilleure direction artistique (Ray Simm), meilleur acteur dans un second rôle (Michael Hordern), meilleure actrice dans un second rôle (Annette Crosbie))
- 2 nominations aux Golden Globes (meilleur film étranger, meilleure musique (Robert B. Sherman, Richard M. Sherman)